# Andrew Tooke
Andrew Tooke (1673–1732) est un érudit anglais, directeur de la Charterhouse School, Gresham Professor of Geometry (en), fellow de la Royal Society et traducteur du Tooke's Pantheon, un ouvrage de référence sur la mythologie grecque pendant un siècle.

## Biographie
Andrew Tooke est le deuxième fils de Benjamin Tooke, papetier de Londres, et reçoit un enseignement de la Charterhouse school. Il fait ses études au Clare College de Cambridge à partir de 1690 jusqu'à 1697. 
En 1695, il est huissier de la Charterhouse school et le 5 juillet 1704 il est élu professeur de géométrie du Gresham College, rôle consistant à donner des conférences publiques, succédant ainsi à Robert Hooke. Le 30 novembre 1704, il devient fellow de la Royal Society, qui tient ses séances au Gresham College jusqu'à son déménagement de 1710.
Il est choisi comme directeur de la Charterhouse le 17 juillet 1728 à la suite de Thomas Walker. Il devient diacre et prêche quelquefois  mais se consacre principalement à l'éducation. Le 26 juin 1729, il quitte son professorat du Gresham College. Il meurt le 20 janvier 1732 et est enterré dans la chapelle de la Charterhouse, où un monument est érigé à sa mémoire. En mai 1729, il a épousé la veuve du Dr Henry Levett (en), médecin à la Charterhouse.

## Œuvres

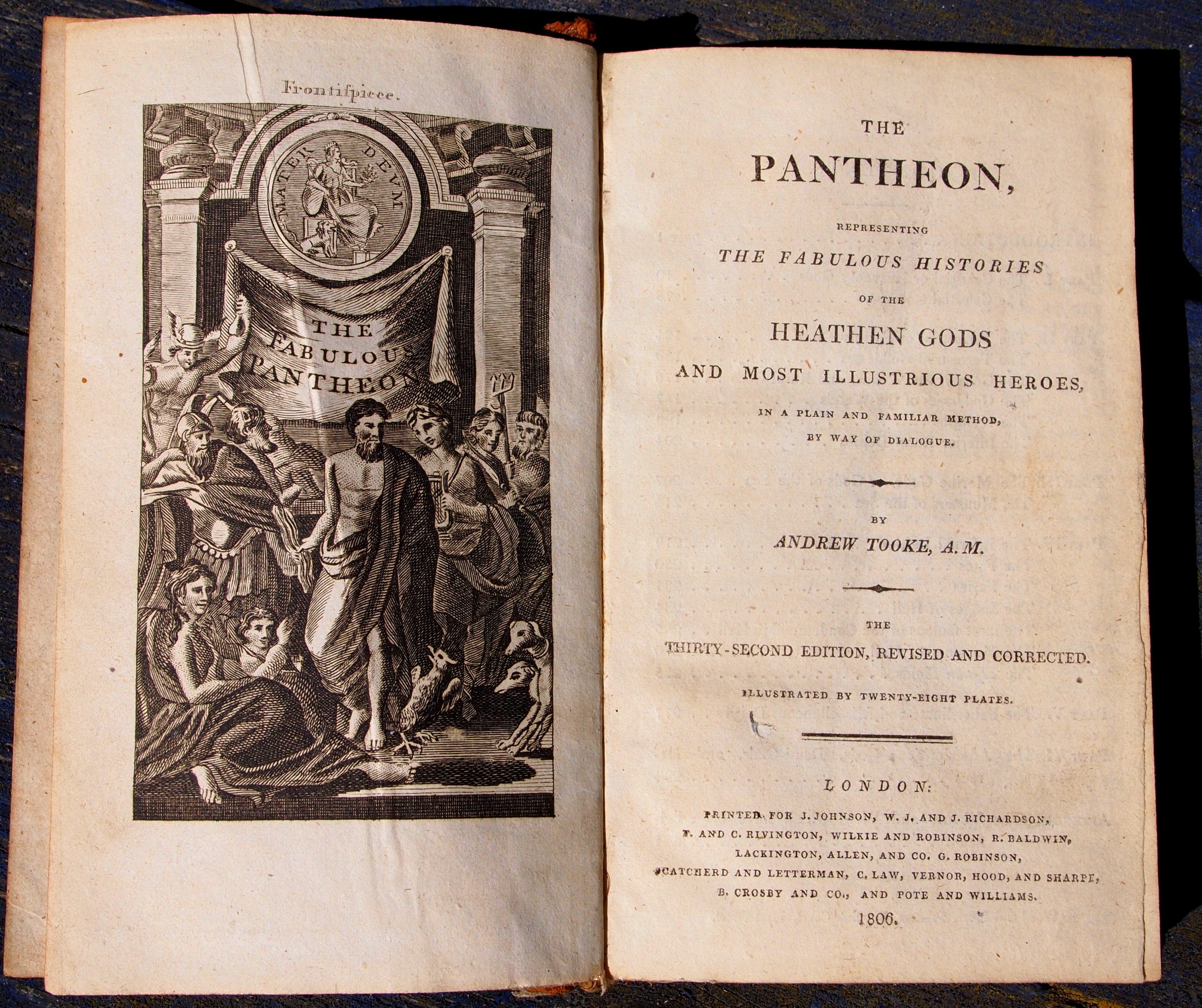
Tookes Pantheon Representing the Fabulous Histories of the Heathen Gods and Most Illustrious Heroes. 32e édition de 1806.

- The Pantheon, representing the Fabulous Histories of the Heathen Gods and most Illustrious Heroes, traduction du Pantheum Mithicum du père jésuite François-Antoine Pomey et illustré avec des gravures, Londres 1698 ; 7e édition, Londres, 1717, 35e édition, Londres, 1824, 8 volumes.
- Synopsis Graecae Linguae, Londres, 1711.
- The Whole Duty of Man, according to the Law of Nature, traduction du latin Samuel von Pufendorf, 4e édition, Londres, 1716.
- Institutiones Christianae, Londres, 1718, traduction de Christian Institutes, par Francis Gastrell.
- Une édition Fasti d'Ovide, Londres, 1720.
- Une édition de Treatise of English Particles de William Walker, Londres, 1720.
- Copy of the last Will and Testament of Sir Thomas Gresham . . . with some Accounts concerning Gresham College, taken from the last Edition of Stow's "Survey of Londres", Londres, 1724.
- Epistles distinguished by the letters A. Z. in the English edition of Pliny's 'Epistles' , 11 volumes. Londres, 1724.